# ロドコッカス・ロドクラウス
ロドコッカス・ロドクラウス（Rhodococcus rhodochrous）とは、ロドコッカス属の真性細菌の一種である。農業・園芸用の微生物資材に利用される。

## 特徴
ロドコッカス・ロドクラウスは好気性のグラム陽性の非運動性の桿菌/球菌であり、オキシダーゼ陰性、カタラーゼ陽性である。この細菌は通常、汚染土壌から非病原性菌として単離される。
蝙蝠にとって致死性の感染症である白鼻症候群（white-nose syndrome、WNS）の原因真菌Pseudogymnoascus destructansの生育を阻害する。

## 生分解能
多様な生分解性を持ち、分解者として土壌環境の生態系において重要な役割を演じる。幾つかの菌株は工業的な化学物質の生産や環境工学的な汚染物質の分解除去に用いられている。例えば、11Y株はトリメチレントリニトロアミン（RDX）を唯一の窒素源として利用し、RDXで汚染された土壌からRDXを分解除去することができる。NCIMB 13259株はスチレンを、CTM株は2-メチルアニリンを唯一の炭素源とエネルギー源にすることができる。複数の菌株はステロイドを生分解できる。E5株はアセチレンを、アセトアルデヒドをアセチルCoAに変換する過程で分解する。ATCC21198株は二酸化炭素圧下においてプロパンで生育する。プロパンの代謝により二酸化炭素の固定に関与する。
KUCC 8801株とKUCC 8802株はn-アルカンを分解する。J1株はニトリル加水分解酵素を産生し、アクリロニトリルからアクリルアミドを生産する。これまで、商業利用で30,000トンのアクリルアミドが生産された。
ロドコッカス・ロドクラウスの大きな特徴の一つに、水溶性と非水溶性の両溶媒に対する耐性がある。疎水性の細胞表面を持ち、環境中の油分を吸収しやすくしている。吸収された油分は、アルカン類の分解によりエネルギーとなる。

## 遺伝的特徴
ゲノムサイズが9.7Mbpと細菌の中で大きく、複数の小さな環状、および大きな線状プラスミドがある。線状プラスミドには異化や生分解に関与する遺伝子が多数保存されている。このため、ロドコッカス・ロドクラウスは多様な有機化合物を生分解できる。この能力ゆえに産業上利用可能な可能性が高く、盛んに研究されている。
16S rRNAの解析から、コリネバクテリウム属、ノカルディア属、マイコバクテリウム属と密接に関係する。